# Abietinaria expansa
Abietinaria expansa is een hydroïdpoliep uit de familie Sertulariidae. De poliep komt uit het geslacht Abietinaria. Abietinaria expansa werd in 1938 voor het eerst wetenschappelijk beschreven door Fraser. 